# Alysia rudis
Alysia rudis är en stekelart som beskrevs av Vladimir Ivanovich Tobias 1962. Alysia rudis ingår i släktet Alysia och familjen bracksteklar. Inga underarter finns listade i Catalogue of Life.